# Mesochorus stigmatus
Mesochorus stigmatus là một loài tò vò trong họ Ichneumonidae.